# Metopina tarsalis
Metopina tarsalis är en tvåvingeart som beskrevs av Borgmeier och Prado 1975. Metopina tarsalis ingår i släktet Metopina och familjen puckelflugor. Inga underarter finns listade i Catalogue of Life.